# Verkrachtingszaak van Qatif
De verkrachtingszaak van Qatif (Arabisch: قضية اغتصاب فتاة القطيف) is een rechtszaak in Saoedi-Arabië uit 2007 met veel internationale reacties als gevolg. Het slachtoffer was een 19-jarig meisje uit Qatif in de Oostelijke provincie. Ze werd samen met haar mannelijk begeleider ontvoerd en verkracht door een groep van zeven mannen in 2007. Het bijzondere van deze zaak was dat niet alleen de daders maar ook beide slachtoffers werden veroordeeld tot zweepslagen, omdat zij als niet-verwante man en vrouw in elkaars gezelschap verkeerden (In Saoedi-Arabië mogen vrouwen zich alleen onder begeleiding van een mannelijk familielid op straat begeven). De straf van de vrouw werd in hoger beroep zelfs verhoogd tot zes maanden celstraf en 200 zweepslagen, omdat zij media-aandacht gezocht had en daarmee gepoogd had de rechtsgang te beïnvloeden. 

## De rechtszaak
Vier maanden na het voorval bracht de echtgenoot van het slachtoffer (daar ze zelf handelingsonbekwaam is voor de wet) de zaak voor de rechtbank. In oktober 2006 werd het vonnis uitgesproken. De verkrachters werden veroordeeld tot gevangenisstraffen van één tot vijf jaar. Ook kregen zij zweepslagen opgelegd. Het slachtoffer met haar mannelijke begeleider werden veroordeeld tot 90 zweepslagen omdat ze zich samen in één ruimte bevonden. Deze handeling, khilwa, is strafbaar onder de Saoedische shariawetgeving.
Door de advocaat van de daders werd hoger beroep aangetekend. De straf werd in hoger beroep op 13 november 2007 door een rechtbank uit Oost-Saudi-Arabië verhoogd naar 200 zweepslagen en een gevangenisstraf van een half jaar. Het hoger beroep kreeg veel media-aandacht, vooral buiten Saoedi-Arabië. De Saoedische minister van Justitie verdedigde het vonnis door te stellen dat de vrouw verkeerde informatie had verstrekt. Mensenrechtenorganisatie Amnesty International bekritiseerde de uitspraak. In afwachting van het vonnis werd de vrouw onder huisarrest geplaatst en haar huis werd in de gaten gehouden door de Mutaween, de religieuze politie van het land. Volgens de familie werden ook de telefoongesprekken afgeluisterd.
Op 17 december 2007 kreeg de vrouw na massale internationale media-aandacht gratie van koning Abdullah. De minister van justitie Abdullah bin Mohammed al-Sheikh verklaarde dat de gratie niet betekent dat de koning de rechters niet vertrouwde, maar dat hij handelde ’in het belang van de bevolking’. De koning probeert burgers altijd leed te besparen als hij ervan overtuigd raakt dat vonnissen psychische gevolgen voor de veroordeelden kunnen hebben, ook al is hij ervan overtuigd dat de vonnissen eerlijk waren.